# How to Sell Drugs Online (Fast)
How to Sell Drugs Online (Fast) é uma série de televisão alemã de comédia dramática e amadurecimento cocriada por Philipp Käßbohrer e Matthias Murmann. A primeira temporada, composta por seis episódios, foi lançada em 31 de maio de 2019, na Netflix. A série é estrelada por Maximilian Mundt, Anna Klena Lena, Danilo Kamperidis, Damian Hardung, Luna Schaller, Leonie Wesselow e Bjarne Mädel.
A segunda temporada da série estreou em 21 de julho de 2020, na Netflix. Ela consiste em seis episódios com uma duração de 30 entre 35 minutos, cada. Em julho de 2020, a série foi renovada para uma terceira temporada, que estreou em 27 de julho de 2021.
Em 03 de agosto de 2021, a Netflix lançou um documentário intitulado Shiny_Flakes: The Teenage Drug Lord. O documentário é baseado na história verídica que inspirou a série How to Sell Drugs Online (Fast). Neste documentário, o próprio Maximilian conta a sua versão desta história.
Em 03 de agosto de 2022, a Netflix lançou o prequel intitulado Buba. Esse filme antecede a série e conta a história do criminoso Jakob Otto, conhecido como Buba.

## Visão geral
How to Sell Drugs Online (Fast) é ambientado na fictícia Rinseln, Renânia do Norte-Vestfália, Alemanha, e contado da perspectiva do pária e nerd do colégio, Moritz Zimmermann. A série segue Moritz e seu amigo, Lenny Sander, tentando reacender o amor de Moritz pela ex-namorada Lisa Novak, vendendo ecstasy online. Começando como um pequeno negócio, rapidamente sai do controle e Moritz e Lenny aprendem a lidar com as consequências do tráfico de drogas em grande escala.
A série é inspirada em uma história real, que aconteceu em Leipzig, em 2015. Maximilian S., a pessoa que inspirou o romance, foi condenado a cinco anos de prisão.

## Elenco e personagens
- Maximilian Mundt como Moritz Zimmermann. Pária escolar e CEO do MyDrugs. Seu desejo de poder e controle do MyDrugs causa tantos fracassos para o grupo quanto sucessos. Ele atua como o narrador principal ao longo da série.
- Anna Lena Klenke como Lisa Novak. A ex-namorada de Moritz. Seu gosto pelo ecstasy é o principal catalisador dos planos de Moritz de aceitá-la de volta.
- Danilo Kamperidis como Lennard "Lenny" Sander. O melhor amigo de Moritz. Um hacker adepto e viciado em videogames, que mais tarde, se tornou o CTO do MyDrugs. Ele está preso a uma cadeira de rodas devido a um câncer ósseo não especificado.
- Damian Hardung como Daniel "Dan" Riffert. O namorado presunçoso de Lisa e atleta típico do colégio. Embora um rival de Moritz no início, ele mais tarde se torna parte do MyDrugs como logístico.
- Luna Baptiste Schaller como Gerda Schwerdfeger. Uma das amigas de Lisa na escola, que gosta de Moritz.
- Leonie Wesselow como Fritzi. Outra amiga de Lisa.
- Bjarne Mädel como Jakob "Buba" Otto (1ª temporada). Um pequeno traficante de drogas que é a principal fonte de ecstasy em Rinseln. Ele é dono de uma fazenda local que é o centro da gangue albanesa presente em Rinseln.
- Roland Riebeling como Jens Zimmermann. Pai de Moritz e policial da Renânia do Norte-Vestfália. Ele faz parte da investigação para deter a situação das drogas em Rinseln e, mais tarde, no MyDrugs.
- Jolina Amely Trinks como Marie Zimmermann. A irmã mais nova de Moritz. A mais social da família Zimmermann, possuindo uma conta no Instagram para moderar o sucesso. Ela também é uma ávida cavaleira, cujos cavalos são propriedade dos albaneses.
- Jonathan Frakes como ele mesmo, reprisando seu papel como apresentador do programa Beyond Belief: Fact or Fiction.
- Lena Urzendowsky como Milena "Kira" Bechtholz[14] (2ª temporada–). A namorada virtual de Lenny. Na 2ª temporada, ela se torna parte da vida de Lenny e se apaixona pelo MyDrugs.
- Langston Uibel como Josef Kammerlander[3] (3ª temporada). Novo amigo e interesse amoroso de Lisa.
- Maren Kroymann (2ª temporada–) como Doro Otto. Mãe de Buba e líder da gangue albanesa na 2ª temporada.
- Erik Range como Gronkh. YouTuber no episódio 3 da 3ª temporada jogando Animal Crossing.

## Episódios
| Temporada | Temporada | Episódios | Episódios | Originalmente lançado |
| --------- | --------- | --------- | --------- | --------------------- |
|           | 1         | 6         | 6         | 31 de maio de 2019    |
|           | 2         | 6         | 6         | 21 de julho de 2020   |
|           | 3         | 6         | 6         | 27 de julho de 2021   |

### 1.ª Temporada (2019)
| N.º na série | N.º na temp. | Título Original Título no Brasil                                                                                            | Dirigido por   | Escrito por                                       | Lançamento         |
| --- | ------------ | --- | -------------- | ------------------------------------------------- | ------------------ |
| 1 | 1            | "Nerd Today, Boss Tomorrow" "Nerds hoje, chefes amanhã"                                                                     | Lars Montag    | Sebastian Colley, Philipp Käßbohrer, Stefan Titze | 31 de maio de 2019 |
| Moritz Zimmerman, um pária do colégio, é dispensado por sua namorada Lisa Novak ao retornar à Alemanha após um ano estudando na América. Ao saber que Lisa usou ecstasy durante seu ano na América e aparentemente pôs seus olhos no atleta do ensino médio, Dan Riffert, Moritz pede a ajuda de seu amigo, Lenny Sandler, para reconquistá-la. Moritz encontra o traficante de Dan, Jakob 'Buba' Otto, e compra todo o estoque de ecstasy na esperança de que Dan não tenha nenhum para oferecer a Lisa. Mais tarde, Moritz invade a festa de Lisa para reconquistá-la, apenas para ser humilhado na frente de todos por Dan. Em dívida com Buba, ele teve de sair com um saco cheio de ecstasy, Moritz então planeja vendê-los online. |              | |                |                                                   |                    |
| 2 | 2            | "Life's Not Fair, Get Used to It" "A vida não é justa, lide com isso"                                                       | Lars Montag    | Sebastian Colley, Philipp Käßbohrer, Stefan Titze | 31 de maio de 2019 |
| Os pais de Lisa encontram uma pílula de ecstasy da festa da noite passada e Lisa contata Dan para ajudá-la. Como Moritz acessando a conta de Dan no Facebook, ele começa a deletar mensagens de Dan (para dar a ilusão de que Dan está ignorando Lisa) e, em vez disso, sai para ajudar. Moritz então reconfigura o mercado de vendas dele e de Lenny, ‘MyTems’, para vender pílulas de ecstasy na dark web com o nome ‘MyDrugs’. Lenny está relutante no início devido a estar farto das tentativas fracassadas de Moritz, mas é convencido e os pedidos começam a acontecer. Dan é questionado pela polícia sobre sua posse de ecstasy e é solicitado a revelar seu traficante ou enfrentar uma sentença. |              | |                |                                                   |                    |
| 3 | 3            | "Failure is Not an Option" "O fracasso não é opção"                                                                         | Lars Montag    | Sebastian Colley, Philipp Käßbohrer, Stefan Titze | 31 de maio de 2019 |
| Buba rastreia Moritz e Lenny, e exige o dinheiro que Moritz deve. Ao saber mais sobre o MyDrugs, Buba pede €10.000 dos lucros obtidos. Acontece que, embora os pedidos sejam altos, as avaliações dos comprimidos são baixas e Moritz aceita a ajuda de um usuário chamado ‘PurpleRain’. Na tentativa de oferecer os comprimidos a Lisa, Moritz é recusado e é revelado que a substância contida no estoque de Buba é PMA, ao qual Lenny experimenta os efeitos colaterais em primeira mão. Dan questiona Lisa sobre ela ignorá-lo, ao que Lisa nega. Dan tenta enviar uma mensagem de texto novamente, mas Lisa vê Moritz excluí-las e o chama pelo interfone da escola. Buba é preso e colocado em detenção. Moritz e Lenny pegam o primeiro pacote com PurpleRain. |              | |                |                                                   |                    |
| 4 | 4            | "If This is Reality, I'm Not Interested" "Se isso é a realidade, prefiro não"                                               | Arne Feldhusen | Sebastian Colley, Philipp Käßbohrer, Stefan Titze | 31 de maio de 2019 |
| Este episódio se concentra nos problemas emocionais que os personagens enfrentam. As ações de Moritz o levaram a ser difamado por toda a escola, sendo bloqueado por Lisa nas redes sociais, assim também, começando a prejudicar seu relacionamento com Lenny, que ambos planejam abrir o MyDrugs para a "web limpa". Além disso, Moritz é contatado pela polícia para ajudá-los a quebrar o laptop de Buba. Como as informações no laptop de Buba contêm links para Lenny e Moritz (o que os incriminaria), Moritz exclui o conteúdo, fingindo para a polícia que o conteúdo foi perdido. Lenny lida com a possibilidade de sua mãe substituí-lo por um filho adotivo quando ele falecer. Lisa e Dan lidam com problemas relacionados ao estresse e ao status social por meio da terapia. |              | |                |                                                   |                    |
| 5 | 5            | "Score Big or Don't Score at Allr" "É tudo ou nada"                                                                         | Arne Feldhusen | Sebastian Colley, Philipp Käßbohrer, Stefan Titze | 31 de maio de 2019 |
| O MyDrugs parece ir ao ar na "web limpa", e Moritz e Lenny comemoram durante um jantar formal. Moritz revela a Lenny que solicitou um acordo com a fabricante GoodTimes em Rotterdam, para aumentar a gama de produtos do MyDrugs, mas Lenny se irrita com Moritz, alegando que Moritz esqueceu o relacionamento que ambos tinham e só está interessado em negócios. Farto, Lenny deixa Moritz. Moritz aceita o convite para a festa de aniversário de sua colega de classe, Gerda, e vê Dan e Lisa se beijando. Moritz sai triste e permite que o MyDrugs vá ao ar na "web limpa". Gerda teve uma overdose de ecstasy e Buba (agora fora da prisão por falta de provas contra ele) localiza Lenny. |              | |                |                                                   |                    |
| 6 | 6            | "If You Are the Smartest One in the Room, You're in the Wrong Room" "Se você é o mais esperto na sala, está na sala errada" | Arne Feldhusen | Sebastian Colley, Philipp Käßbohrer, Stefan Titze | 31 de maio de 2019 |
| Lenny desaparece e Moritz tenta contatá-lo depois de descobrir a overdose de Gerda. Ele convoca Dan para ajudar a encontrar Lenny e o localiza, capturado na fazenda de Buba. O resgate falha e os três são presos por Buba. Enquanto Buba tenta matar um do trio, Lenny puxa um Libertador escondido, ele aperta o gatilho, mas acaba falhando. Buba achando engraçado, o pega, aponta na sua cabeça, e puxa o gatilho, em forma de sarcasmo, mas se mata por acidente. Os três decidem colocar as diferenças de lado e trabalhar juntos no MyDrugs. O MyDrugs na "web limpa" é um sucesso instantâneo, a GoodTimes decide enviar as pílulas diretamente (e matando PurpleRain no processo) e Lisa e Moritz fazem as pazes, com Lisa dizendo a Dan que seu relacionamento deveria estar em "pausa". Os créditos mostram versões mais antigas de Lisa e Lenny em dúvida sobre a versão dos acontecimentos de Moritz. Lenny começa a contar o que aconteceu depois. |              | |                |                                                   |                    |

### 2.ª Temporada (2020)
| N.º na série | N.º na temp. | Título Original Título no Brasil                            | Dirigido por   | Escrito por                                                                  | Lançamento          |
| --- | ------------ | ----------------------------------------------------------- | -------------- | ---------------------------------------------------------------------------- | ------------------- |
| 7 | 1            | "Think Different" "Pense diferente"                         | Mia Spengler   | Sebastian Colley, Mats Frey, Philipp Käßbohrer, Stefan Titze, Natalie Thomas | 21 de julho de 2020 |
| O MyDrugs se tornou mais sucesso do que os meninos poderiam imaginar, notório por suas operações e o mistério por trás do líder do ringue, m1000 (Moritz). Mas, o trio está insatisfeito com a continuidade do site e quer sair da vida do tráfico, pretendendo que a GoodTimes assuma o controle. Lisa demonstrou uma antipatia intensa pela parceira de seu pai. A influência de Dan no grupo faz com que Lenny tenha um encontro improvisado com Kira, sua namorada online. Envergonhado de mostrar seu verdadeiro eu para ela, Lenny usa Dan como seu bagre no encontro, mas ela consegue avistar Lenny mesmo assim, com o encontro indo bem. Moritz vai a Rotterdam para tentar negociar o acordo, mas muda de ideia e opta por estender seus negócios com a GoodTimes – afirmando que o trio faça um negócio falso para lavar o dinheiro ganho até chegar a um total de 15 milhões de euros. Moritz fica chocado quando volta para casa e descobre que Lisa vai morar com ele. |              |                                                             |                |                                                                              |                     |
| 8 | 2            | "Where Do You Want to Go Today?" "Aonde você quer ir hoje?" | Mia Spengler   | Sebastian Colley, Mats Frey, Philipp Käßbohrer, Stefan Titze, Natalie Thomas | 21 de julho de 2020 |
| As operações do MyDrugs se mostraram difíceis com a introdução de Lisa na vida familiar de Moritz. Ele está relutante em contar a verdade a Lisa depois que sua mãe foi internada na reabilitação e manteve isso em segredo, mas Lenny informou a Kira sobre o MyDrugs e espera que o negócio falso prolongará sua vida - já prejudicada por seu câncer ósseo. De volta a Rotterdam, as ideias iniciais de Moritz não impressionam a GoodTimes. Dan, entretanto, intervém repentinamente e apresenta o 'BonusLife', um serviço de suplemento vitamínico para jogadores, para elogiar. Moritz desaprova essa ideia e está preocupado com Dan minando-o como líder, mas a contragosto segue com seu plano. Incapaz de admitir para Lisa seu envolvimento com o MyDrugs e suas vidas começando a complicar um ao outro, ele decide terminar com ela em uma festa. |              |                                                             |                |                                                                              |                     |
| 9 | 3            | "Inspired by Real Life" "Inspirado na vida real"            | Mia Spengler   | Sebastian Colley, Mats Frey, Philipp Käßbohrer, Stefan Titze, Natalie Thomas | 21 de julho de 2020 |
| Moritz não está aceitando bem a separação, enquanto Lisa se mudou para a casa de Fritzi. Os resultados de um teste de personalidade na escola inspiram Moritz, Dan e Lenny a se tornarem melhores em seus negócios, até que Lenny menciona que Kira deveria se juntar à equipe. Assustado com o fato de que ela pode vazar suas identidades para o mundo, Moritz pesquisa muito, e descobre a verdadeira identidade de Kira, Milena Bechtholz, uma adolescente em fuga que chantageia viciados em pornografia por bitcoins. Moritz rastreia Kira que "deu um tempo" de Lenny. Ela admite ter fingido informações dele e termina o relacionamento deles, bloqueando Lenny em todas as redes sociais. Essa tensão chega ao ponto de ruptura quando Lenny e Dan encontram notícias de Lisa que Kira e Moritz se beijaram (onde Kira presumiu que era Lenny assistindo do carro que ela avistou) com Dan e Moritz também chocados quando Lenny admite ter contado a Kira seu envolvimento com o MyDrugs. Durante uma ligação com a GoodTimes, a ex-gangue de Buba (os Albaneses) encontra o trio. |              |                                                             |                |                                                                              |                     |
| 10 | 4            | "Buy It. Sell It. Love It." "Compre. Venda. Ame."           | Arne Feldhusen | Sebastian Colley, Mats Frey, Philipp Käßbohrer, Stefan Titze, Natalie Thomas | 21 de julho de 2020 |
| Um confronto tenso com a mãe de Buba, Doro, só se mostra pior para o trio, forçando-os a negociar cocaína paralelamente e adquirir 50.000 euros para os Albaneses como retribuição pela morte de Buba. Eles decidem misturar os bitcoins ganhos com o dinheiro, abrindo uma conta bancária separada para dar à gangue. As coisas só se complicam com a introdução de Susi, uma ex-cão policial que passa a fazer parte da residência Zimmerman. Susi fareja o estoque de ecstasy e o destrói, no qual Moritz e Lenny a abandonam na floresta. O destino recai sobre Dan, que pode repetir o ano se não passar no exame de Biologia para o Abitur, então ele convoca Moritz para ajudá-lo. A tentativa de encontrar Dan desmorona quando Jens descobre sobre as drogas. Embora Moritz consiga esconder sua associação com o MyDrugs, Jens observa que a polícia federal está começando a se envolver na busca pelo cérebro por trás do MyDrugs e reconhece a ligação de Mortitz com Buba. Kira e Lenny conseguem reacender depois que Kira admite ter mentido para Lenny. Ele então, acaba permitindo que Kira trabalhe no esquema de lavagem. |              |                                                             |                |                                                                              |                     |
| 11 | 5            | "Move Fast and Break Things" "Mova-se rápido"               | Arne Feldhusen | Sebastian Colley, Mats Frey, Philipp Käßbohrer, Stefan Titze, Natalie Thomas | 21 de julho de 2020 |
| Lisa fica chocada ao descobrir a verdade por trás do MyDrugs, insistindo que Moritz deveria fazer o que deveria ter feito originalmente: sair. Desde a destruição do escritório, a reputação do MyDrugs vacilou com pedidos atrasados e revendedores imitadores se sustentando. Irritado com o fracasso de Moritz em ajudá-lo em sua revisão, Dan se recusa a falar com Moritz. A GoodTimes organiza uma visita a Moritz, oferecendo-lhe um cargo em Rotterdam ao custo de perder Lenny e Dan. Dar os 50.000 euros para a gangue Albanesa apenas os torna parceiros valiosos na mente de Moritz, pedindo um favor para eles fazerem Dan passar em Biologia e trabalhar com o MyDrugs novamente. Dan descobre que sua família está falida e Lenny consegue ser aprovado para a terapia experimental. Em uma tensa discussão sobre o negócio, Moritz admite a Lenny e Dan que eles serem mortos foi um estratagema e que eles poderiam ter saído do tráfico, mas Moritz optou por não fazê-lo por ganância. Desapontado, Lenny o expulsa do MyDrugs. Quando Moritz se junta aos Albaneses em uma caçada, ele acidentalmente fere Susi. Trazendo-a de volta para casa, ele descobre que o escritório foi completamente limpo e seus ex-sócios encerraram a relação com ele. |              |                                                             |                |                                                                              |                     |
| 12 | 6            | "Don't Be Evil." "Não seja mau"                             | Arne Feldhusen | Sebastian Colley, Mats Frey, Philipp Käßbohrer, Stefan Titze, Natalie Thomas | 21 de julho de 2020 |
| Pulando o exame, Moritz retoma o controle do MyDrugs invadindo a conta de Lenny e aceita o acordo do escritório em Rotterdam. De volta à escola, Lisa consegue atrasar o exame simulado de Abitur (cometendo um incêndio criminoso pequeno no banheiro), dando a Moritz a chance de fazê-lo. Um membro da GoodTimes, Mia, entra em contato com Moritz e afirma que ela vai renunciar. No entanto, o associado Maarten a mata. Moritz consegue comprar sua casa, para a felicidade de sua família. Sem dinheiro indo para sua conta depois que Moritz interrompeu o link de seu endereço de bitcoin, Lenny é forçado a cancelar o tratamento experimental. De volta à escola, Moritz tenta avisar que Maarten e o resto da GoodTimes vão matar os três se tentarem impedir o tráfico, mas Lenny e Dan não acreditam nele e o castigam por misturar negócios com amizade. Maarten tenta matar Lenny e Dan, mas é impedido pelos Albaneses (que Moritz havia enviado). Kira consegue salvar o antigo negócio com um novo nome, CandyBay. O último prego no caixão para o relacionamento de Moritz e Lenny é atingido quando Lenny decide usar um killswitch (botão de desligar), encerrando o MyDrugs de uma vez por todas. No final, a sala de 'entrevista' revela-se uma sala de interrogatório. Quando o entrevistador pergunta se ele queria amizade ou negócios no final de tudo, Moritz simplesmente afirma que seu tempo acabou. |              |                                                             |                |                                                                              |                     |

### 3.ª Temporada (2021)
| N.º na série | N.º na temp. | Título Original Título no Brasil                                            | Dirigido por   | Escrito por                                                                   | Lançamento          |
| --- | ------------ | --------------------------------------------------------------------------- | -------------- | ----------------------------------------------------------------------------- | ------------------- |
| 13 | 1            | "A single failure, a little slip" "Um vacilo, um passo em falso"            | Arne Feldhusen | Sebastian Colley, Philipp Käßbohrer, Natalie Thomas, Mats Frey                | 27 de julho de 2021 |
| Sob pressão, Moritz corre para reconstruir o MyDrugs durante uma excursão da escola para a floresta, mas problemas tecnológicos e alergias atrapalham o processo. |              |                                                                             |                |                                                                               |                     |
| 14 | 2            | "A misdemeanor, a little trip" "Uma contravenção, uma viagem"               | Arne Feldhusen | Michael Schilling, Philipp Käßbohrer, Mats Frey, Natalie Thomas               | 27 de julho de 2021 |
| Lenny ajuda Moritz com o site, mas pede segredo. Jens se preocupa com o futuro do filho.                                                                          |              |                                                                             |                |                                                                               |                     |
| 15 | 3            | "Does this condemn me, lock me away?" "Isso dá cadeia?"                     | Arne Feldhusen | Peter Furrer, Philipp Käßbohrer, Stefan Titze, Natalie Thomas, Mats Frey      | 27 de julho de 2021 |
| Moritz contrata um consultor de negócios. Kira e Dan pensam em novas formas de arrecadar dinheiro para o tratamento médico de Lenny.                              |              |                                                                             |                |                                                                               |                     |
| 16 | 4            | "Before you turn the key, I have one more thing to say" "Algo mais a dizer" | Arne Feldhusen | Michael Schilling, Philipp Käßbohrer, Mats Frey, Natalie Thomas, Stefan Titze | 27 de julho de 2021 |
| Os amigos viajam para Roterdã. Marie pede para Lisa ficar de olho em Moritz, que acaba passando dos limites.                                                      |              |                                                                             |                |                                                                               |                     |
| 17 | 5            | "To make amends, maybe be friends" "É melhor fazer as pazes"                | Arne Feldhusen | Mats Frey, Stefan Titze, Philipp Käßbohrer, Natalie Thomas                    | 27 de julho de 2021 |
| Para comemorar o fim dos exames, os alunos fazem uma festa à fantasia na escola — e as coisas saem um pouco do controle.                                          |              |                                                                             |                |                                                                               |                     |
| 18 | 6            | "Everybody gets a second chance" "Todo mundo tem uma segunda chance"        | Arne Feldhusen | Stefan Titze, Mats Frey, Philipp Käßbohrer, Natalie Thomas                    | 27 de julho de 2021 |
| Diante de uma situação arriscada, os amigos tentam achar uma forma de dar o próximo passo.                                                                        |              |                                                                             |                |                                                                               |                     |

## Produção

### Desenvolvimento
Em 25 de outubro de 2018, a Netflix anunciou no Medientage München que produziria mais cinco séries originais em alemão depois de Dark e Dogs of Berlin, incluindo How to Sell Drugs Online (Fast), na época ainda sob o título de Don't Try This At Home (Não Tente Isso Em Casa, em tradução livre). Logo então, foi anunciado que a Netflix havia dado à produção uma ordem de série para uma primeira temporada de seis episódios. A série é criada por Philipp Käßbohrer e Matthias Murmann, que são creditados como produtores executivos. As empresas de produção envolvidas com a série foram programadas para consistir da bildundtonfabrik. Em 9 de julho de 2019, a série foi renovada pela Netflix para uma segunda temporada, que foi lançada em 21 de julho de 2020. Em 28 de julho de 2020, a Netflix renovou a série para uma terceira temporada, que foi lançada em 27 de julho de 2021.

### Escolha do elenco
Juntamente com o anúncio da encomenda da série, foi confirmado que Maximilian Mundt, Anna Lena Klenke, Danilo Kamperidis, Damian Hardung, Luna Schaller, Leonie Wesselow e Bjarne Mädel estariam na série. Em junho de 2020, Lena Urzendowsky foi escalada para o papel de Kira na segunda temporada. Em 28 de julho de 2020, Langston Uibel foi anunciado para se juntar ao novo elenco principal da terceira temporada.

### Filmagens
Em 17 de dezembro de 2018, o Instagram anunciou que as filmagens da primeira temporada foram concluídas. As filmagens da segunda temporada ocorreram em Bonn, Alemanha, em 2019. As filmagens da terceira temporada aconteceram em Colônia, Alemanha, em 2020.

### Pré-estreia
Em 6 de abril de 2019, a série realizou sua estreia oficial com a exibição dos dois primeiros episódios no Festival Internacional de Séries de Cannes em Cannes, na França.

## História
A ideia é vagamente baseada na história de Maximilian S., então com 18 anos, que começou um tráfico de drogas online no final de 2013 no quarto de seus filhos em Leipzig-Gohlis com o nome de código "Shiny_Flakes". Ao fazê-lo, conseguiu inicialmente vender drogas no valor de quase quatro milhões de euros para toda a Europa sem ser notado. Os investigadores confiscaram 320kg de drogas em seu quarto. Em novembro de 2015, ele foi condenado a sete anos de prisão e o veredito foi finalizado em março de 2016.

## Lançamento

### Marketing
Em 6 de abril de 2019, o teaser trailer da série foi lançado. Em 17 de maio de 2019, o trailer oficial da série foi lançado pela Netflix. Em 23 de junho de 2020, foi lançado o trailer oficial da segunda temporada. Em 6 de julho de 2021, o trailer oficial da terceira temporada foi lançado.

## Recepção

### Resposta da crítica
A série foi recebida positivamente no geral. No agregador de resenhas Rotten Tomatoes, a primeira temporada alcançou um índice de aprovação da comunidade de 93%, com base em 105 avaliações.

No “Fair Film Award 2019”, uma pesquisa anual realizada pela Crew United sobre as condições de trabalho em sets de filmagem na Alemanha, a série (sob o título original Don't Try This At Home) ficou claramente em último lugar na categoria “Série”. Foram considerados critérios como “contrato, taxas e encargos”, “ambiente de trabalho e comunicação”, bem como “jornada e segurança no trabalho”.